# Final Justice
Final Justice è un film italo-statunitense del 1985, diretto da Greydon Clark.

## Trama
Il vice-sceriffo di una piccola cittadina del Texas Thomas Jefferson III detto Geronimo, è sconvolto dall'omicidio del collega amico ucciso dai fratelli mafiosi Joseph e Tony Palermo e li insegue fino al confine con il Messico, dove uccide Tony e riporta Joseph negli Stati Uniti per essere processato fino a non avere la pena di morte. Ma Joseph giura vendetta sul vice-sceriffo, ma i due sono capitati a Malta facendo consegnare Joseph alla polizia italiana.